# Picobiliphytes
Picobiliphyta, Picozoa, Picobiliphytes, Biliphytes
— non classé —
Les Picobiliphytes (Picobiliphyta), Picozoa ou encore Biliphytes sont un groupe d'algues eucaryotes, découvert en 2007 par l'étude de l'ADN ribosomique 18S mettant en évidence un clade tout à fait distinct des autres eucaryotes connus. Ils doivent leur nom à leur taille supposée très petite lors de leur description originale, et à la présence de phycobilines. Ces eucaryotes mesureraient cependant plus de 3 microns,.

## Liste des sous-taxons
- Picomonas Seenivasan, Sausen, Medlin & Melkonian, 2013